# Doftvaktelbär
Doftvaktelbär (Gaultheria fragrantissima) är en buske i släktet vaktelbär och familjen ljungväxter. Den förekommer i Bhutan, Indien, Kina, Malaysia, Myanmar, Nepal, Sri Lanka och Vietnam.